# Никодемович, Анджей
А́нджей Никоде́мович (пол. Andrzej Nikodemowicz; 2 января 1925, Львов, Польская Республика — 28 января 2017, Люблин, Польша) — польский композитор, пианист, дирижёр и музыкальный педагог.

## Биография
Сын архитектора Марьяна Никодемовича. В 1939—1940 годах был органистом во львовском костёле св. Климентия, в 1947—1950 годах — в костёле Марии Магдалины.
В годы немецкой оккупации, чтобы избежать принудительного труда в Германии, устроился на работу «кормителем вшей» (en:Feeder of lice) на завод по производству противотифозной вакцины при институте по исследованию тифа под руководством профессора Рудольфа Вайгля.
После освобождения Львова от фашистских оккупантов, с 1944 года обучался на химическом факультете Львовской политехники. В 1946 г. перешёл на учёбу во Львовскую консерваторию, учился у А. Солтыса (композиция), 1950; и Т. Маерского (фортепиано), 1954).
В 1951—1973 годах работал во Львовской консерватории, сначала в должности заведующего кабинетом истории музыки, в 1956 году начал читать лекции по теории музыки и фортепиано. С 1959 года — член Союза композиторов Украинской ССР.
Сочинил ряд религиозных кантат, хотя официально этого не афишировал, а был известен лишь как автор инструментальных произведений. В 1973 году был уволен из консерватории, с лишением права преподавания, исключён из Союза композиторов. Поводом стало его задержание комсомольским патрулём детей на праздник Пасхи при выходе из костёла. Позже, работал корректором украинского отделения Музфонда. Давал частные уроки музыки.
В 1980 г. выехал в Польшу и поселился в Люблине. Преподавал в Люблинском католическом институте и Университете Марии Кюри-Склодовской. С 1995 года — профессор.
С 1989 года — президент Люблинского отдела Союза польских композиторов, почётный президент фонда «Muzyka Kresów». В 1980—1984 гг. преподавал в Государственной музыкальной школе. В 1982—1992 годах — дирижёр хора Высшей духовной семинарии.
Похоронен на Кладбище на улице Липовой.

## Творчество
Создавал музыку различных жанров и форм. Особое место в его творчестве занимают сакральные произведения. Ранние работы композитора отражают неоромантические тенденции и влияние А. Скрябина и К. Шимановского.
С Шести маленьких этюдов для фортепиано (1958) начал интерес к новой музыке, включая додекафонию и сонорику. В последующие годы основное внимание уделял вопросам звучания, создал серию из четырех частей Composizione sonoristica.

## Избранные музыкальные сочинения
- Романс для скрипки и фортепиано (1947).
- Соната для фортепиано (1949).
- Цикл «Сонорит» для скрипки и виолончели (1960-е).
- «Шестьдесят шесть экспрессий» для фортепиано (1959—1960).
- «Двадцать экспрессии» для фортепиано с оркестром (1960).
- Концертная музыка для голоса с оркестром (1963).
- Три колыбельные для гобоя и фортепиано.
- Три ноктюрна для трубы и фортепиано.
- «Пять диалогов» для флейты и фагота (1964).
- Концертино для фортепиано и духового оркестра (1967).
- «Камерный концерт» для фортепиано с оркестром (1968).
- «Сонористическая композиция» для скрипки, виолончели и фортепиано (1971).
- Цикл «Семь польских народных песен» для смешанного хора (а капелла, 1972).
- Концерты для голоса и симфонического оркестра (1972).
- Симфония (1975).
- «Литания лоретанская» (Litania Loretańska) — 4 версии для различного состава хора и оркестра, написанные в течение 1960—1990 годов.
- Семь концертов для фортепиано, два для виолончели и один для скрипки с оркестром.
- «Пять диалогов для флейты и фагота».
- Около 50 сакральных кантат

## Награды
- Крест «За заслуги перед Церковью и Папой» (2003)
- Серебряная медаль «За заслуги в культуре Gloria Artis»
- Орден «За интеллектуальную отвагу» (2005, Украина)
- Почётный гражданин города Люблина (2009)
- Профессор Honoris Causa Львовской национальной музыкальной академии им. Н. Лысенко
- Третья премия Всесоюзного конкурса композиторов в Москве (1961)
- Приз Св. Брата Альберта за пожизненные достижения (1981)
- Премия мэра города Люблина (1999)
- Премия Союза польских композиторов (2000)
- Премия министра культуры и национального наследия (2000)